# Arnaldo Carli
Arnaldo Carli (* 30. Juli 1901 in Mailand; † 14. September 1972 in Corsico) war ein italienischer Radrennfahrer und Olympiasieger im Radsport.

## Sportliche Laufbahn
Carli begann mit 16 Jahren mit dem Radsport. 1919 gewann er den Grand Prix Bologna.
Er war Teilnehmer der Olympischen Sommerspiele 1920 in Amsterdam. Dort gewann er bei den Bahnradsportwettwerben die Goldmedaille in der Mannschaftsverfolgung gemeinsam mit Primo Magnani, Ruggero Ferrario und Franco Giorgetti. 1920 gewann er den Gran Premio della U.V.I. des italienischen Radsportverbandes Federazione Ciclistica Italiana.
Carli wurde Berufsfahrer und fuhr den Giro d’Italia 1926 und 1931, schied jedoch jeweils aus. Er bestritt bis zum Ende seiner Laufbahn auch Sechstagerennen, ohne eine vordere Platzierung zu erreichen.